# Município de Delhi (condado de Hamilton, Ohio)
Localização do Ohio nos E.U.A.
O município de Delhi (em inglês: Delhi Township) é um município localizado no condado de Hamilton no estado estadounidense de Ohio. No ano de 2010 tinha uma população de 29510 habitantes e uma densidade populacional de 1.131,35 pessoas por km².

## Geografia
O município de Delhi encontra-se localizado nas coordenadas 39° 06′ 07″ N, 84° 38′ 06″ O. Segundo a Departamento do Censo dos Estados Unidos, o município tem uma superfície total de 26.08 km², da qual 26.07 km² correspondem a terra firme e (0.04%) 0.01 km² é água.

## Demografia
Segundo o censo de 2010, tinha 29510 pessoas residindo no município de Delhi. A densidade de população era de 1.131,35 hab./km².